# Морленд-Гіллс (Огайо)
Морленд-Гіллс (англ. Moreland Hills) — селище (англ. village) в США, в окрузі Каягога штату Огайо. Населення — 3466 осіб (2020).

## Географія
Морленд-Гіллс розташований за координатами 41°26′33″ пн. ш. 81°26′14″ зх. д. / 41.44250° пн. ш. 81.43722° зх. д. (41.442362, -81.437092).  За даними Бюро перепису населення США в 2010 році селище мало площу 18,72 км², з яких 18,52 км² — суходіл та 0,20 км² — водойми.

## Демографія
Згідно з переписом 2010 року, у селищі мешкало 3320 осіб у 1262 домогосподарствах у складі 1009 родин. Густота населення становила 177 осіб/км².  Було 1376 помешкань (74/км²).
Расовий склад населення:
| - 89,6 % — білих - 4,6 % — азіатів - 3,7 % — чорних або афроамериканців - 0,1 % — вихідців з тихоокеанських островів - 0,1 % — корінних американців |

До двох чи більше рас належало 1,7 %. Частка іспаномовних становила 1,1 % від усіх жителів.
За віковим діапазоном населення розподілялося таким чином: 24,2 % — особи молодші 18 років, 57,2 % — особи у віці 18—64 років, 18,6 % — особи у віці 65 років та старші. Медіана віку мешканця становила 49,1 року. На 100 осіб жіночої статі у селищі припадало 97,1 чоловіків;  на 100 жінок у віці від 18 років та старших — 93,9 чоловіків також старших 18 років.
Середній дохід на одне домашнє господарство  становив 198 920 доларів США (медіана — 137 461), а середній дохід на одну сім'ю — 222 004 долари (медіана — 152 500). Медіана доходів становила 101 734 долари для чоловіків та 67 500 доларів для жінок. За межею бідності перебувало 2,7 % осіб, у тому числі 4,6 % дітей у віці до 18 років та 1,6 % осіб у віці 65 років та старших.
Цивільне працевлаштоване населення становило 1752 особи. Основні галузі зайнятості: освіта, охорона здоров'я та соціальна допомога — 29,1 %, науковці, спеціалісти, менеджери — 17,5 %, фінанси, страхування та нерухомість — 15,4 %.